# Richard Owen
Richard Owen KCB FRMS FRS (20 tháng 7 năm 1804 - 18 tháng 12 năm 1892) là một nhà sinh vật học người Anh, nhà giải phẫu so sánh và nhà cổ sinh vật học. Mặc dù là một nhân vật gây tranh cãi, Owen thường được coi là một nhà tự nhiên học xuất sắc với những phát hiện đáng chú ý để giải thích hóa thạch.
Owen đã tạo ra một loạt các công trình khoa học, nhưng có lẽ được nhớ đến nhiều nhất hiện nay vì đã ghép từ Dinosauria (có nghĩa là " Loài bò sát khủng khiếp" hoặc " Loài bò sát tuyệt vời đáng sợ"). Với tư cách một nhà phê bình thẳng thắn về thuyết tiến hóa của Charles Darwin bằng cách chọn lọc tự nhiên, Owen đã đồng ý với Darwin rằng sự tiến hóa đã xảy ra, nhưng nghĩ rằng nó phức tạp hơn những gì được nêu trong cuốn Nguồn gốc các loài của Darwin. Cách tiếp cận tiến hóa của Owen có thể được coi là đã dự đoán được các vấn đề đã thu hút được sự chú ý lớn hơn với sự xuất hiện gần đây của sinh học phát triển tiến hóa.
Owen là chủ tịch đầu tiên của Hiệp hội Kính hiển vi London vào năm 1839 và đã giải quyết nhiều vấn đề của tạp chí của mình - sau đó được gọi là Tạp chí Kính hiển vi.
Owen cũng tham gia vận động để các mẫu vật tự nhiên trong Bảo tàng Anh có được bảo tàng mới. Điều này dẫn đến việc thành lập của Bảo tàng Lịch sử Tự nhiên nổi tiếng thế giới tại South Kensington, London vào năm 1881. Bill Bryson lập luận rằng, "bằng cách biến Bảo tàng Lịch sử Tự nhiên thành một tổ chức cho mọi người, Owen đã thay đổi kỳ vọng của chúng tôi về những gì bảo tàng dành cho".
Những đóng góp của ông cho khoa học và học tập công cộng, mặc dù, tham vọng của Owen, đôi khi tính khí độc ác và quyết tâm thành công của ông khiến cho ông không phải lúc nào cũng nổi thân thiện với các đồng nghiệp của mình. Owen đã bị một số người đương thời như Thomas Henry Huxley sợ hãi và thậm chí ghét bỏ. Sự nghiệp sau này của ông đã bị xáo trộn bởi những tranh cãi, nhiều trong số đó liên quan đến những lời buộc tội rằng anh lấy tín dụng cho công việc của người khác.

## Tiểu sử
Owen được sinh ra ở Lancaster vào năm 1804, một trong sáu người con của một thương gia Tây Ấn tên là Richard Owen (1754-1809). Mẹ của ông, Catherine Longworth, xuất thân từ Huguenots và ông được giáo dục tại Trường Ngữ pháp Hoàng gia Lancaster. Năm 1820, ông được học nghề từ một bác sĩ phẫu thuật địa phương,năm 1824, ông theo học với tư cách như một sinh viên y khoa ở trường Đại học Edinburgh. Ông rời trường đại học vào năm sau và hoàn thành khóa học y khoa tại Bệnh viện St Bartholomew, London, nơi ông chịu ảnh hưởng của bác sĩ phẫu thuật nổi tiếng John Abernethy. 

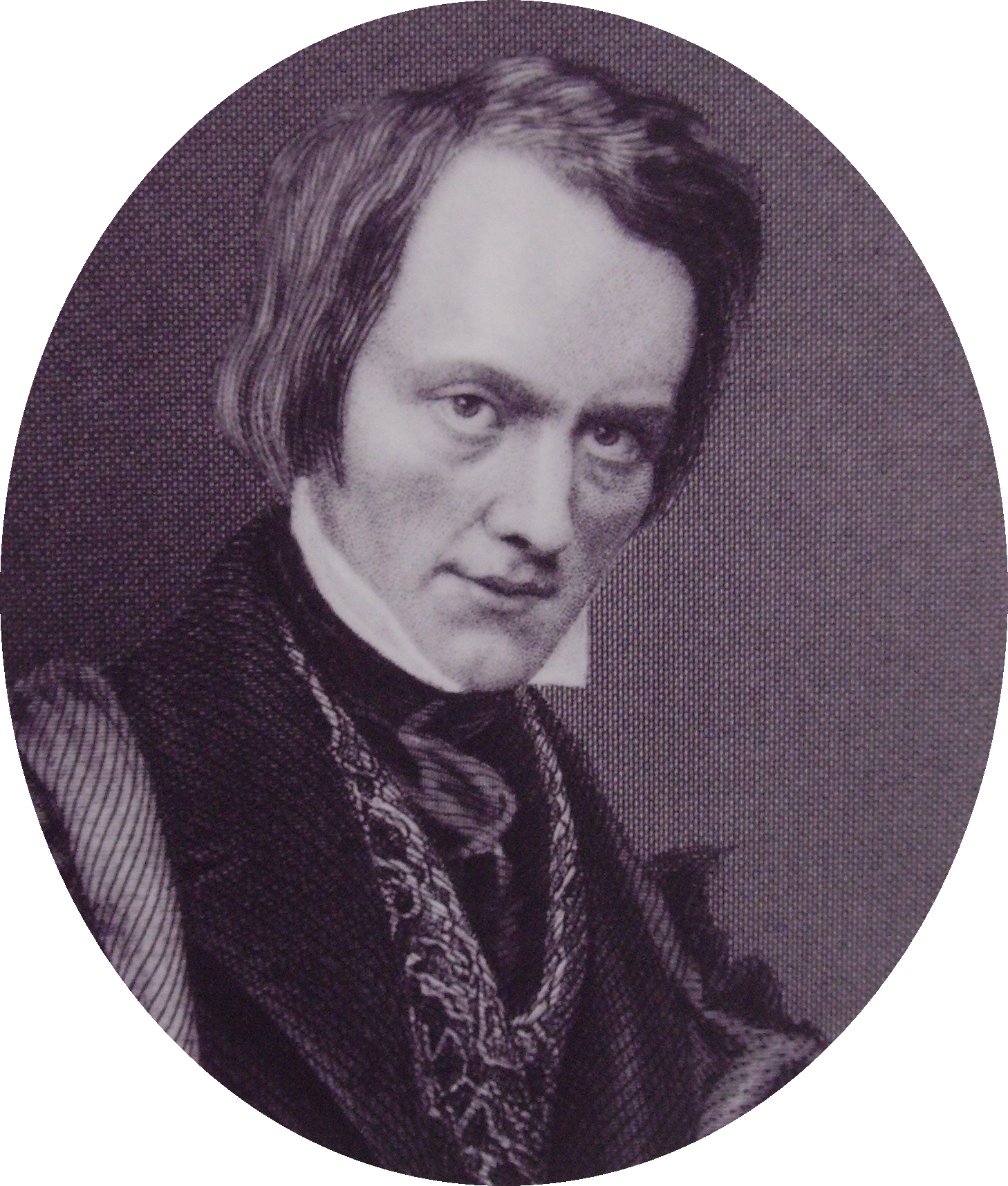
Thời niên thiếu của Richard Owen

Vào tháng 7 năm 1835, Owen kết hôn với Caroline Amelia Clift tại St Pancras và có một con trai, William Owen. Ông sống lâu hơn cả vợ và con trai. Sau khi qua đời, vào năm 1892, ông được ba đứa cháu và con dâu Emily Owen an táng, người mà ông đã để lại phần lớn tài sản trị giá 33.000 bảng của mình.
Sau khi hoàn thành việc học của mình, anh ấy đã suy ngẫm về sự nghiệp bác sĩ thông thường, nhưng thiên hướng của ông rõ ràng là theo hướng nghiên cứu giải phẫu. Ông được Abernethy khuyên nhận chức trợ lý cho William Clift, người bảo quản bảo tàng của Đại học Phẫu thuật Hoàng gia. Nghề nghiệp này sớm khiến ông từ bỏ ý định hành nghề y và cuộc sống của ông đã được dành cho những người lao động khoa học thuần túy. Ông đã chuẩn bị một loạt các danh mục quan trọng của Bộ sưu tập Hunterian, trong Đại học Phẫu thuật Hoàng gia và, trong quá trình làm việc này, ông đã có được kiến thức vô song về giải phẫu so sánh cho phép ông làm phong phú tất cả các khoa khoa học và đặc biệt tạo điều kiện cho nghiên cứu của ông trên phần còn lại của động vật tuyệt chủng. 

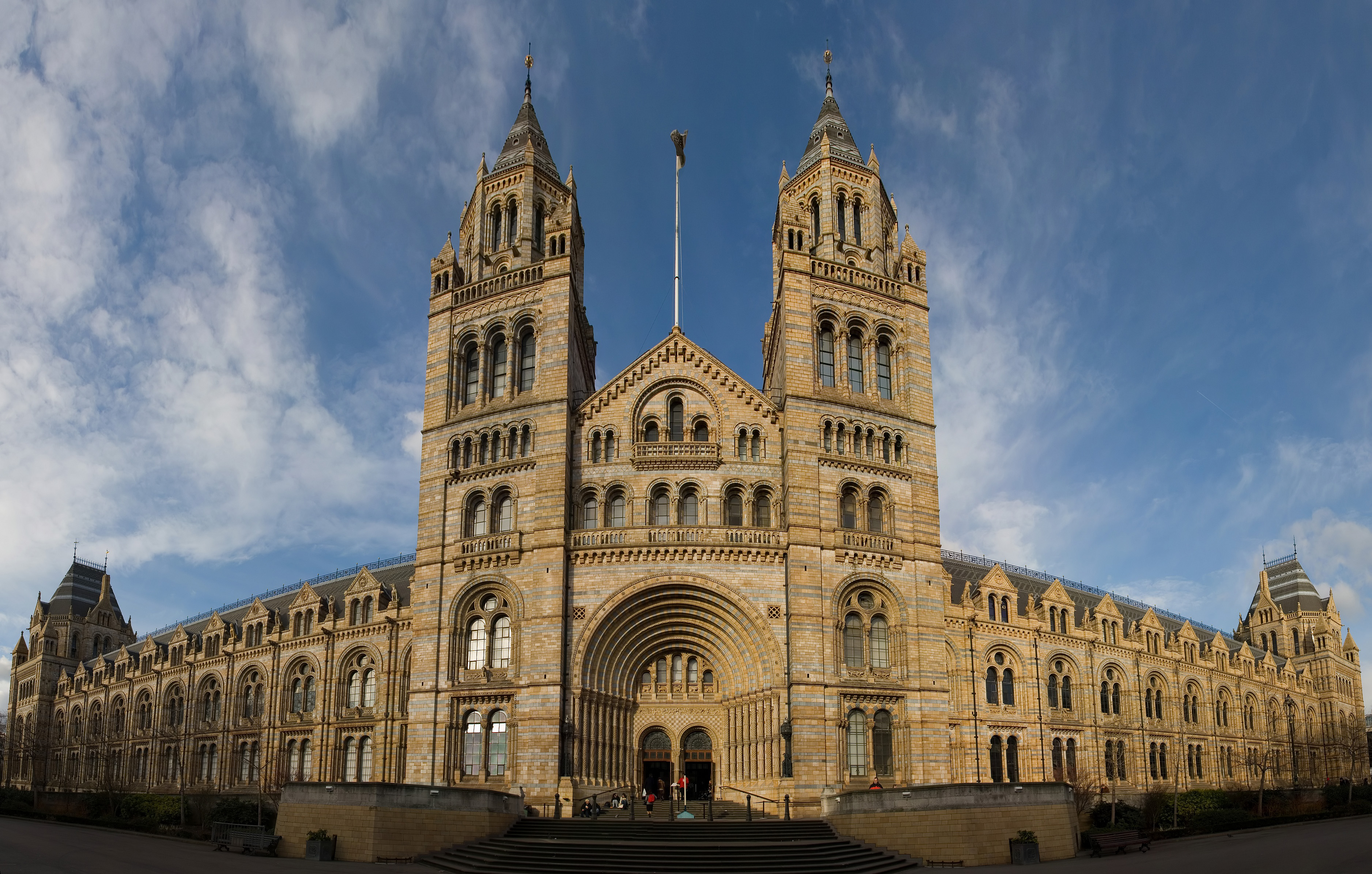
Owen là động lực thúc đẩy thành lập, vào năm 1881, của Bảo tàng Anh (Lịch sử tự nhiên) ở London.

Năm 1836, Owen được bổ nhiệm làm giáo sư Hunter, tại Đại học Phẫu thuật Hoàng gia và vào năm 1849, ông đã thành công với tư cách là người bảo quản. Ông giữ văn phòng cho đến năm 1856, khi ông trở thành tổng giám đốc của bộ phận lịch sử tự nhiên của Bảo tàng Anh. Sau đó, ông dành phần lớn năng lượng của mình cho một kế hoạch tuyệt vời cho Bảo tàng Lịch sử Tự nhiên Quốc gia, cuối cùng dẫn đến việc loại bỏ các bộ sưu tập lịch sử tự nhiên của Bảo tàng Anh cho một tòa nhà mới tại South Kensington: Bảo tàng Anh (Lịch sử Tự nhiên) (nay là Bảo tàng Lịch sử Tự nhiên). Ông giữ lại văn phòng cho đến khi hoàn thành công việc này, vào tháng 12 năm 1883, khi ông được phong làm hiệp sĩ của Hội tắm. Ông sống lặng lẽ khi nghỉ hưu tại Sheen Lodge, Công viên Richmond, cho đến khi qua đời vào năm 1892.